# Kontinentalna Kina
Kontinentalna Kina, Kinesko kopno ili jednostavno Kopno (kineski: 中國大陸 / 中国大陆 Zhōngguó dàlù) je geopolitički pojam koji se odnosi na područje pod jurisdikcijom Narodne Republike Kine. Ovaj termin isključuje dvije Specijalne administrativne regije, Hong Kong, Macao. 
Zauzima 99,62 % teritorija suverene Kine na kojoj živi 97,7 % kineskog stanovništva.
Postoje dva termina u kineskom jeziku za "kopno". Naime, Dalu (pojednostavljeni kineski: 大陆, tradicionalni kineski: 大陸) kontinent i Neidi (内地 / 內地) doslovno znači unutrašnje zemljište. U Tajvanu, pojam "kopna" često se koristi na dva različita načina. Pristalice ujedinjenja s Kinom dijele mišljenje kako Kina obuhvaća obje strane Tajvanskog tjesnaca. Nasuprot tome, pristalice neovisnosti Tajvana pojam Kontinentalna Kina koriste kao "Kina", s namjerom da Tajvan predstavljaju kao zasebnu državu i izbjegavaju termin kopna jer oni vjeruju kako termin implicira da je Tajvan dio Kine.

## Vanjske poveznie
- Gospodarski profil za Kontinentalnu Kinu